# 呉之東
呉 之東（ご しとう、1961年（昭和36年）12月11日-2017年（平成29年）11月11日）は、中国の男性美術作家。中国湖南省邵陽市出身。1988年に来日以降、主に日本で創作活動を行っていた。

## 生涯
1961年中国湖南省邵陽市に生まれ、1984年に初の個展を邵陽市で開催、1985年に中国湖南師範大学美術学部を卒業。
1988年6月に来日し、同年の全日本水墨画展（東京都美術館）特別賞、全日展(上野の森美術館)蘭亭賞受賞を皮切りに、全国の美術館、百貨店を中心に個展を開催。
1990年日本湖南同郷会を創設、同会会長に就任。
2007年中国江蘇省蘇州市周荘鎮国際画家村芸術委員会会長、及び周荘呉之東美術館館長を就任。
2017年11月11日、脳梗塞により死去（55歳）。